# 그 여자 사람잡네 (영화)
그 여자 사람잡네는 1980년 공개된 대한민국의 영화이다.

## 배역
- 신성일
- 유지인
- 장미희
- 김자옥
- 이대근
- 김희갑
- 조재성
- 이경희
- 김석훈